# Kurt Waldheim
Kurt Waldheim ( [ˈkʊɐ̯t ˈvaldhaɪm] ?; 21. december 1918 – 14. juni 2007) var en østrigsk diplomat og politiker. Han var FN's generalsekretær fra 1972 til 1981, og forbundspræsident i Østrig fra 1986 til 1992.

## Baggrund
Waldheim var som ung medlem af en nazistisk studenterforening og nazistisk paramilitær rytterienhed, omend han efterfølgende har bestridt at have underskrevet medlemsansøgninger. Som 23-årig gjorde han tjeneste som ordonnansofficer i det besatte Grækenland og senere i Jugoslavien. Waldheim havde ikke stillinger, der gav ham direkte indflydelse på fx jødedeportationer og massakrer mod civilbefolkningen, men var til stede ved stabsmøder, der har givet ham indsigt i, hvad der foregik, herunder i krænkelser af folkeretten. Waldheim påstod i sin selvbiografi fra 1977, at han trak sig fra aktiv tjeneste efter at være blevet såret i december 1941. Løgnen blev afsløret i marts 1986 af WJC (Den jødiske verdenskongres). Deres daværende juridiske rådgiver, Eli Rosenbaum havde fremskaffet et fotografi af Waldheim i løjtnantuniform i Jugoslavien i maj 1943, stående ved siden af SS-oberst Artur Phleps fra den berygtede Prinz Eugen-division. Fra april 1942 havde Waldheim genoptaget aktiv tjeneste, og deltaget i den brutale kamp mod bosniske partisaner, som gjorde ham fortjent til kong Zvonimir-medaljen med egeløv for "tapperhed under ild". Medaljen blev uddelt af Ustasja-regimet. I foråret 1943 tjenestegjorde Waldheim i Thessaloniki, mens byens ca 54.000 jøder blev deporteret, og efterretningsenheden i Waldheims armégruppe E stod ansvarlig for drabene på syv britiske soldater fra Special Boat Service, der var taget til fange i april 1944.
Efter krigen vendte Waldheim tilbage til Wien, hvor han i 1945 afsluttede sine jurastudier.

## Efter krigen
Han fik efter krigen arbejde som sekretær for udenrigsminister Karl Gruber, og gjorde derefter tjeneste som diplomat i Paris, Toronto og New York.
Som udenrigsminister fra 1968 til 1970 gav han under Sovjetunionens indmarch i Tjekkoslovakiet ordre til at lukke den østrigske ambassade i Prag, og til ikke at give flygtninge indrejsetilladelse til Østrig. Den østrigske ambassadør i Prag, senere forbundspræsident Rudolf Kirchschläger, ignorerede denne ordre. I 1971 kandiderede Waldheim til præsidentvalget, men tabte til Franz Jonas.
I perioderne 1964-68 og 1970-71 var Waldheim Østrigs FN-ambassadør. I 1972 valgtes han til FN's generalsekretær og bestred dette embede i to femårsperioder. Hans kandidatur for en tredje periode blev forhindret af et kinesisk veto i Sikkerhedsrådet i december 1981.
Ved præsidentvalget i 1986 opstillede Waldheim som kandidat for det konservative østrigske folkeparti (ÖVP). Det østrigske nyhedsmagasin Profil afslørede under valgkampen, at han i sin selvbiografi havde løjet om sin stilling under anden verdenskrig. Valgkampen blev usædvanligt skarp. Waldheims støtter talte om en "skraldespandskampagne", men resultatet blev, at Waldheim vandt valget. Mange østrigere betragtede afsløringerne som en jødisk kampagne. "Vi østrigere vil vælge, hvem vi vil!" stod der på en plakat. Simon Wiesenthal var allerede i 1979 blevet anmodet af Israel om at granske Waldheims fortid, fordi han som generalsekretær i FN viste sig tydeligt partisk i favør af araberlandene. Wiesenthals undersøgelser konkluderede med, at selv om Waldheim havde løjet, var han øjensynligt ingen krigsforbryder. Beate Klarsfeld udtalte, at "det at Wiesenthal holder til i Wien, er en af grundene til, at der ikke blev gjort noget med Waldheims fortid, da han blev generalsekretær i FN". Eli Rosenbaum fra WJC mente, at fortielserne også skyldtes, at Wiesenthal ikke ville risikere, at socialisterne gik af med valgsejren.
Den østrigske regering iværksatte en international historikerundersøgelse for at dokumentere Waldheims aktiviteter under krigen. Undersøgelsen påviste ingen krigsforbrydelser, men fastslog, at Waldheims fremstilling af sin militære fortid på en række områder ikke stemte overens med undersøgelsens resultater. Waldheim havde forsøgt at skjule sin militære fortid og, hvor dette ikke var muligt, at bagatellisere den. Han påstod i sin selvbiografi, at han sluttede i aktiv fronttjeneste i december 1941, mens han i virkeligheden havde været soldat på Balkan under general Alexander Löhr, efter krigen kendt som "Slagteren fra Balkan" og henrettet som krigsforbryder. Som liaison-officer og tolk overfor italienske enheder tyder ingenting på, at Waldheim begik nogen krigsforbrydelse. Problemet var, at han løj om sin fortid.
Offentliggørelsen af undersøgelsen forårsagede en regeringskrise i 1988, kort før 50-årsdagen for Østrigs indlemmelse i det tredje rige. Mange så i Waldheim-sagen et symptom på Østrigs manglende opgør med landets nazistiske fortid.
På forslag fra jødiske organisationer blev Waldheim i 1987 opført på den amerikanske liste over uønskede personer. Han kunne således ikke rejse til USA.
I 1990 rejste Waldheim – umiddelbart før golfkrigen – til Bagdad for, med succes, at udvirke frigivelse af de østrigske og schweiziske gidsler, som Saddam Hussein holdt som skjold mod angreb. I 1995 blev det kendt, at Mossad havde plantet falske dokumenter for at sætte Waldheim i et dårligt lys. Grunden var, at han stillede sig kritisk til påståede israelske overgreb i det sydlige Libanon.
De fleste vestlige lande valgte under Waldheims præsidentperiode at undgå personlige kontakter på højt niveau med ham.